# Jonas Thern
Jonas Magnus Thern (født 20. marts 1967 i Falköping, Sverige) er en tidligere svensk fodboldspiller, der spillede som midtbanespiller hos adskillige europæiske klubber, samt for Sveriges landshold. Af hans klubber kan blandt andet nævnes Malmö FF i hjemlandet, FC Zürich i Schweiz, portugisiske Benfica samt Rangers i Skotland.
Thern blev i 1989 kåret til Årets fodboldspiller i Sverige. Efter sit karrierestop var han i en kortere periode træner for Halmstads BK.

## Landshold
Thern spillede over en periode på elleve år, mellem 1987 og 1997, 75 kampe for Sveriges landshold, hvori han scorede seks mål. Han deltog ved VM i 1990, EM i 1992 samt VM i 1994.